# Fabrizio Padula
Fabrizio Padula (Trivigno, 15 ottobre 1861 – Napoli, 25 febbraio 1933) è stato un chirurgo italiano.

## Biografia
Di famiglia agiata, compì gli studi presso il liceo classico di Potenza, resi difficoltosi quando precipitò la situazione finanziaria della famiglia, poiché si dovette sacrificare i risparmi per liberare il padre, catturato dai briganti. Conseguito il diploma superiore, si iscrisse alla facoltà di medicina e chirurgia a Napoli, laureandosi con il massimo dei voti. Dopo aver vinto un concorso nella Regia Marina, si trasferì a Venezia per prestarvi servizio medico e, dopo quattro anni, si spostò a Roma, insegnando medicina operatoria all'università romana e ricoprendo la mansione di medico del Municipio della capitale.
Tra il 1903 e il 1904 vinse i concorsi per la cattedra di medicina operatoria alle università Palermo, Genova e Napoli, optando per quest'ultima. Accanto alla docenza nell'ateneo napoletano, Padula, durante la prima guerra mondiale, prestò servizio come caporeparto di chirurgia nell'ospedale di Marina di Napoli e poi come consulente medico di Corpo d'Armata, con il grado di maggior generale.
Fu anche consulente delle ferrovie, curando i ferrovieri con minori corrispettivi, e prestò la mansione gratuitamente a favore dei ceti meno abbienti. Oltre alla fama di chirurgo, Padula fu anche scultore e pittore, come ne fanno testimonianza le opere nella sua "Villa delle Fate" a Capodimonte e "Villa Giovinezza", nota anche come "Villa Padula", " poi "Hotel Garden" a Pineto (TE), stupenda costruzione in stile moresco-veneziano a ridosso della pineta litoranea sulla marina di Mutignano, a Villa Filiani, oggi Pineto, entrambe le ville sono state edificate agli inizi del Novecento. Fabrizio Padula fu membro della Massoneria.
Si spense a Napoli nel 1933.